# HESA Yasin
HESA Yasin (tiếng Ba Tư: یاسین) là một loại máy bay huấn luyện phản lực được thiết kế và chế tạo bởi các chuyên gia của Lực lượng Vũ trang Cộng hòa Hồi giáo Iran.

## Lịch sử
Yasin được ra mắt trong một buổi lễ tại Căn cứ Không quân Hamadan vào ngày 17 tháng 10 năm 2019, với sự tham dự của các quan chức cấp cao Iran bao gồm Bộ trưởng Quốc phòng, Chuẩn tướng Amir Hatami, Chuẩn tướng Không quân Iran Aziz Nasirzadeh và phó chủ tịch phụ trách khoa học công nghệ Sorena Sattari.
Việc sản xuất hàng loạt bắt đầu vào ngày 11 tháng 3 năm 2023, chuyến bay đầu tiên thực hiện ngày 13 tháng 12 năm 2023.

## Thiết kế
Trọng lượng của Yasin là 5,5 tấn và có thể bay xa tới 1200 km. Thiết kế của cánh cho phép nó hạ cánh và cất cánh với tốc độ ít nhất 200 km/h.
Ngoài nhiệm vụ huấn luyện phi công lái máy bay chiến đấu, Iran cũng đang xem xét sử dụng Yasin cho nhiệm vụ hỗ trợ không lực tầm gần.

## Thông số kỹ thuật
Dữ liệu lấy từ 

### Đặc điểm tổng quát
- Phi hành đoàn: 2 người
- Chiều dài: 12,25 m (40 ft 2 in)
- Sải cánh: 10,4 m (34 ft 1 in)
- Chiều cao: 4 m (13 ft 1 in)
- Diện tích cánh: 24 m2 (260 ft2)
- Trọng lượng không tải: 3.900 kg (8.598 lb)
- Trọng lượng có tải: 5.500 kg (12.125 lb)
- Trọng lượng cất cánh tối đa: 6.600 kg (14.551 lb)
- Động cơ: 2 × Động cơ tuốc bin phản lực luồng Owj (không có phiên bản đốt sau), mỗi động cơ cung cấp lực đẩy 16 kN (3.600 lbf)

### Hiệu suất bay
- Tốc độ tối đa: 1000 km/h (620 dặm/giờ; 540 hải lý/giờ)
- Tầm bay: 900 km (560 dặm; 490 hải lý)
- Trần bay: 11.000 m (36.000 ft)
- Thời gian bay liên tục: 90 phút khi không mang thùng nhiên liệu phụ; hoặc 120 phút khi có mang thùng nhiên liệu phụ bên ngoài